# Bürkert
Die Bürkert Verwaltungs-Gesellschaft mit ihren verbundenen Unternehmen ist ein internationaler Hersteller von Komponenten und Systemen der Mess-, Steuer- und Regelungssysteme für Flüssigkeiten und Gase – Fluid Control (Fluidik). Sie hat ihren Sitz in Ingelfingen. Die Produkte kommen in verschiedenen Branchen, beispielsweise der chemischen Industrie, Lebensmittelindustrie, Pharmaindustrie oder der Wasseraufbereitung zum Einsatz. 2022 beschäftigte das Unternehmen 3595 Mitarbeiter und erzielte einen Umsatz von insgesamt 720,4 Millionen Euro. Das Unternehmen hat Produktionsbetriebe an Standorten in Deutschland, Frankreich, China und USA. Außerdem bestehen weltweit fünf Systemhäuser auf drei Kontinenten zur Entwicklung und Bearbeitung kundenspezifischer Produkte und Dienstleistungen.

## Geschichte
Die Geschichte des Unternehmens Bürkert beginnt im Jahr 1946. Firmengründer Christian Bürkert entwickelte zunächst Temperaturregler für Brutapparate und Küchenherde. In den 1950er Jahren setzte eine Verlagerung des Unternehmensschwerpunktes auf die Entwicklung und Produktion von Ventiltechnik im Bereich der Magnetventile ein, die damals unter anderem in Waschmaschinen zum Einsatz kamen. 1956 wurde das erste Werk im Ausland errichtet.
Als in den 1960er Jahren Waschmaschinen immer günstiger hergestellt werden sollten, entwickelte Bürkert die weltweit ersten kunststoffummantelten Magnetspulen und standardisierte Kabelköpfe. Mit seinen entsprechend ausgestatteten Ventilen produzierte Bürkert nun vor allem für den industriellen Bereich. Die Abkehr vom Verbrauchermarkt machte Bürkert zu einem Spezialisten. In den Folgejahren startete der Globalisierungsprozess des Unternehmens. In Frankreich, wo es nach dem Krieg zunächst Widerstände gegen den Markteintritt deutscher Unternehmen gab, baute Bürkert mit Unterstützung der französischen Regierung eine Produktionsstätte im Elsass auf. Auch in Großbritannien wurde eine lokale Tochtergesellschaft gegründet.
1971 kam Christian Bürkert bei einem Flugzeugabsturz ums Leben. Seine Frau Dorothee Bürkert bat die Belegschaft damals, zumindest für ein Jahr beim Unternehmen zu bleiben. Firmen wie Siemens waren zu dem Zeitpunkt an einem Kauf interessiert. Ein großer Teil der Belegschaft folgte der Bitte und der Geschäftsbetrieb wurde fortgeführt.
In den 1990er Jahren wurde die Produktionslinie um Prozessventile, Sensoren und Massendurchflussregler erweitert und das Unternehmen so zum Komplettanbieter für Fluidikprodukte. Hinzu kamen Komponenten und Systeme für die Prozessautomatisierung. Darüber hinaus entwickelte das Unternehmen in dieser Zeit kleine mediengetrennte Magnetventile für Life-Science-Anwendungen, die dazu beitrugen, neue Tätigkeitsfelder in Zahnarztpraxen und Krankenhäusern zu erschließen. Seit 1993 steht in Großröhrsdorf bei Dresden das erste der fünf Systemhäuser, in denen Bürkert komplette System im Kundenauftrag anfertigt. Weitere Bürkert-Systemhäuser folgten in Deutschland in Ingelfingen-Criesbach (2007) und Menden bei Dortmund. Hinzu kamen die internationalen Standorte in Charlotte, North Carolina, USA, und Suzhou in China.
2007 entstand am Hauptsitz in Ingelfingen ein Innovationshub. 2014 führte Bürkert intern die Efficient Device Integration Platform (EDIP) ein, gleichbedeutend mit dem Einstieg des Unternehmens in die Industrie 4.0. Ein Jahr später erweiterte Bürkert seine Geschäftstätigkeiten im Bereich der Abfüllung hochreiner und empfindlicher Medien. Im April 2016 beschloss die Christian Bürkert Familienbeteiligungs GmbH & Co. KG eine Beteiligung bei der Firma Fäth zur Produktion ganzheitlicher Systeme. Im selben Jahr wurde der Campus Criesbach eröffnet. Seitdem befinden sich dort ein Logistikstandort, eine Produktions- und Fertigungsstätte mit Innovationshub und ein Aus- und Weiterbildungszentrum. Mit der Erweiterung wurde das bislang größte Bauprojekt der Firmengeschichte realisiert. Zeitgleich entstand zudem ein neuer Firmensitz in Huntersville, North Carolina, USA, der den Firmensitz in Charlotte ersetzte.

## Unternehmensstruktur
Muttergesellschaft der Bürkert-Gruppe ist die Bürkert Verwaltungs-GmbH mit Sitz in Ingelfingen. Bürkert ist nach wie vor in Familienbesitz und liegt in Stiftungsgesellschaften. Die Fertigung erfolgt an Standorten in Deutschland, Frankreich, China und USA. Außerdem bestehen weltweit fünf Systemhäuser auf drei Kontinenten zur gezielten Entwicklung und Bearbeitung kundenspezifischer Produkte und Dienstleistungen. Für die Produktentwicklung stehen fünf Forschungs- und Entwicklungszentren zur Verfügung. Bürkert ist zudem international mit eigenen Vertriebsgesellschaften vertreten, die wiederum zusätzliche Regionalbüros steuern. Seit 2023 ist Georg Stawowy für die Geschäftsleitung der Bürkert-Gruppe zuständig. 2022 beschäftigte das Unternehmen 3595 Mitarbeiter und erzielte einen Umsatz von insgesamt 720,4 Millionen Euro.

### Standorte
Die Fertigungsstandorte befinden sich in Ingelfingen-Criesbach, Gerabronn und Öhringen, Triembach-au-Val im Elsass, in Taicang (China), und Huntersville. Außerdem bestehen weltweit fünf Systemhäuser zur Entwicklung und Bearbeitung kundenspezifischer Anforderungen. Diese befinden sich in Criesbach, Großröhrsdorf bei Dresden, Menden bei Dortmund, Charlotte, USA sowie in Suzhou, China. Bürkert ist zudem in über 30 Ländern mit eigenen Vertriebsgesellschaften vertreten, die wiederum zusätzliche Regionalbüros steuern (Stand 2022).
Das Unternehmen ist außerhalb Deutschlands mit 38 eigenständigen Tochtergesellschaften in 33 Ländern vertreten (Stand 2022). In Deutschland umfasst das folgende Tochtergesellschaften:
- Christian Bürkert GmbH & Co. KG, Ingelfingen (100 %),
- Bürkert International GmbH, Ingelfingen (100 %),
- Bürkert GmbH & Co. KG, Ingelfingen (100 %),
- Bürkert Werke GmbH & Co. KG, Ingelfingen (100 %),
- Bürkert GmbH, Ingelfingen (100 %),
- bdg, Gesellschaft für Montage-, Prüf und Fertigungssysteme mbh, Künzelsau-Amrichshausen (100 %),
- AKM Anschluss-, Kunststoff- und Montagetechnik GmbH, Blaufelden (50 %).

## Geschäftstätigkeiten
Die Tätigkeiten der Bürkert-Gruppe umfassen unter anderem die mechanische Fertigung, Pumpentechnologie, Spulenfertigung, Kunststofftechnik, Schweißtechnik, Softwareentwicklung und den Werkzeugbau – mit weltweiter Zulassung für alle Prozessumgebungen. Die Produktlinie umfasst Magnetventile, Prozess- und Analyseventile, pneumatische Aktoren und Sensoren, MicroFluidics, MFC/MFM, Proportionalventile, Regel- und Steuergeräte. Produkte und Systeme von Bürkert werden von der Brauereitechnik über Labor- und Medizintechnik bis hin zur Raumfahrttechnik in unterschiedlichen Branchen eingesetzt.
Darüber hinaus vertreibt Bürkert komplette Systeme für den übergreifenden Bedarf seiner Kunden, zum Beispiel für die Wasseraufbereitung oder hygienische Umsetzungen für die Medikamentenherstellung. Die Bürkert Werke GmbH & Co. KG liefert unter anderem Ventile verschiedener Bauarten und Typen und baut komplette, ATEX-zertifizierte Schaltschrank-Systemumsetzungen für die Feldautomation.

## Christian Bürkert Stiftung
1978 gründete Dorothee Bürkert die Christian Bürkert Stiftung. Damit verwirklichte sie den Willen ihres verstorbenen Mannes Christian Bürkert. Später brachte sie ihre Anteile am Firmenkapital in die Stiftung ein, um Erträge gemeinnützigen Zwecken zuzuführen und die Bürkert Gruppe als Ganzes zu erhalten.
Die Christian Bürkert Stiftung engagiert sich unter anderem in dem Bereich Bildung, zur Förderung junger Menschen, und für soziale Zwecke in der Region. 2022 wurden 91 Stipendien an zwölf Schulen, Hochschulen und Universitäten in Deutschland vergeben. Das Fördervolumen für diese Schüler und Studenten lag bei 128 000 Euro. Im Bereich Soziales förderte die Stiftung 23 Projekte in Heilbronn und Hohenlohe mit einem Fördervolumen in Höhe von 130 000 Euro, darunter sechs Projekte, bei denen aus der Ukraine geflüchteten Personen direkt unterstützt wurden. Seit der Gründung der Stiftung wurden rund 200 verschiedene Projekte unterstützt (Stand 2022). Geförderte Projekte sind beispielsweise das Cyber Valley in Stuttgart, eine der größten Forschungskooperationen Europas auf dem Gebiet der Künstlichen Intelligenz oder die Hilfsaktion Menschen in Not der Heilbronner Stimme. Mit der Hilfsaktion wurden Menschen in Notlagen schnell und unbürokratisch unterstützt.